# Wybory parlamentarne w Algierii w 2007 roku
Wybory parlamentarne w Algierii w 2007 roku odbyły się 17 maja. Kandydaci walczyli o 389 miejsc w Zgromadzeniu Ludowo-Narodowym. Przy frekwencji wynoszącej 35% zwyciężył Front Wyzwolenia Narodowego z wynikiem 22,98% zdobywając tym samym 136 mandatów. Drugą pozycję zajęło Narodowe Zgromadzenie na rzecz Demokracji, które uzyskało 10,33% - 61 mandatów. Pozostałe miejsca w parlamencie przypadły aż 20 innym ugrupowaniom oraz trzydziestu trzem kandydatom niezależnym.